# Pottermore
Pottermore Ltd. là công ty xuất bản kỹ thuật số, thương mại điện tử, giải trí và tin tức từ J. K. Rowling và là nhà xuất bản kỹ thuật số toàn cầu của Harry Potter và Thế giới phù thủy. Nó cung cấp tin tức, tính năng và bài viết cũng như bài viết mới và chưa được phát hành trước đây của J. K. Rowling.